# 水曜どうでしょう official website
水曜どうでしょう official website（すいようどうでしょう オフィシャル ウェブサイト）は、北海道テレビ制作のバラエティ番組『水曜どうでしょう』の公式ウェブサイト。2000年5月に開設された。
DVDをはじめとするグッズ販売情報、新規放送開始局の案内などの情報が発信されるのはここである。また、藤村・嬉野両ディレクターの日記やウラ話などもこまめに更新、BBSも完備しており、ディレクター陣とファンとの間で意思疎通が図られている。
出勤すると更新し、土日祝日やロケに出ている時などは更新が休みである（まれに休日出勤していると更新があったりする）。
また、このウェブサイトは出演者でありながら、番組の情報をほぼ全くと言っていいほど与えられない大泉洋にとっても貴重な情報源であり、大泉は毎日チェックしていることを番組内でアピールしている。
『水曜どうでしょう』ディレクターの藤村忠寿と嬉野雅道の2人が担当しており、トップページに掲載されている日記が人気。
パソコン・携帯電話のいずれからもインターネット経由で閲覧可能（ちなみに、ディレクター陣は「パソコン派」「携帯派」と称する）。なお、携帯電話は「日記」と「掲示板」、「ウラ話」にイベント・グッズ情報と、毎月配信される壁紙がある。

## コンテンツ

### 日記
藤村・嬉野の両ディレクター（以下、藤村D・嬉野D、またはD陣）が出勤日に掲載。番組の予告や番組グッズの販売促進を主な役割としており、伝達事項がない場合は私的な日記がメインとなる。
嬉野Dは叙情的な日記や考察を掲載するなど番組とは全く関係ない内容が多くを占める。また、携帯電話を使わないD陣が鈴井や大泉に対して、たわいのない挨拶や業務連絡を行う事もある。
1日1回の更新を目標としており、過去の日記は『日記本』を発刊することをＤ陣の間で早いうちに決めていた面もある為に掲載されていない（ただし有志により日記ログが残っている）。日記は重要事項の伝達を除いては基本的にHTBの通常業務終了後（夕方・夜間）に更新することが多い。番組が一度終了した2002年以降、アクセス集中によってHTBの自社サーバーがパンクすることが発生し、他の仕事に影響を及ぼす可能性を考慮して習慣づいた。
ホームページの日記を書籍化するべく、作業が進められている。嬉野Dがこれまでの日記を読み返した際「1冊にまとめるには多すぎる」と、分冊化される予定。「藤村･嬉野 本日の日記」という名で、現在は5冊刊行されている。なお、最初に書籍化の話を持ちかけられた時に『どうでしょう本』の制作に話が進み、実現した。
| 巻    | 日記の範囲           | 発売日        |
| ----- | -------------------- | ------------- |
| 1巻   | 2002年7月-2003年3月  | 2007年9月5日  |
| 2巻   | 2003年3月-2003年12月 | 2009年6月26日 |
| 3巻   | 2004年2月-2004年12月 | 2010年5月12日 |
| 4巻上 | 2005年1月-2005年6月  | 2011年6月29日 |
| 4巻下 | 2005年7月-2005年12月 | 2011年6月29日 |

### 掲示板
視聴者が藤村Dや嬉野Dにメッセージを送る、という形をとっており、すぐに更新されるわけではない。ディレクターはサーバーに溜まったメッセージを読み、返信を書いて、ホームページ上に掲載する。1日1回をメドに更新されるが、1日に数回更新されたり、全く更新されない場合もある。容量の都合でホームページに掲載されるのは100件に制限されており、それ以外は掲載されない。当人曰く「掲載されなかったり、返信がついていないものも含めて、すべて目を通している」。

### ウラ話
北海道でレギュラー放送を行っていたころ、藤村Dによる解説や未放送の話を掲載していた。また、番組グッズの紹介やDVDの売り上げ情報、シークレット映像の見つけ方等が掲載されている。日記とは違って過去のウラ話も閲覧可能。

### イベント・グッズ情報
『DVD全集』『どうでしょう本』やステッカー・キーホルダーなどの番組グッズや、トークショーなどの関連イベントに関する情報を掲載している。また、パソコンからは雑誌のどうでしょう関連記事の掲載情報もチェックできる。

### よくある質問
FAQのこと。随時追加されている。携帯からは閲覧できない。

### 竜宮城
どうでしょうのCGなどを制作する坂谷ゆう子によるホームページのシンボル。リニューアルを機に登場したもので、おみくじと同時にスタートした。毎月新作を描いており、藤村Dをモチーフにした「藤やん犬」が登場する。携帯からは閲覧できない。
DVDの予約受け渡し日の朝には、期間限定で「ご開帳」が行われる。マウスのカーソルを竜宮城に近づけると、竜宮城の扉が開き、扉の中から大泉・鈴井両名の金ぴかイラストが現れ、両名のDVD発売にあたってのメッセージが記載されていたが、DVD第9弾『212カントリーサインの旅II/サイコロ4』の予約受け渡し日には行われなかった。
どうでしょう班4人が新作や『どうでしょう本』のロケに出掛けるとき、しばらく更新がないので竜宮城の正門に「旅に出ます。」と書いた紙が貼られる。

### おみくじ
竜宮城の登場と共にスタート。吉、小吉などが多く、大吉の出る可能性は少ない（大吉が出たときの喜びを味わってもらいたい、との旨から）。強気な口調が多いのが特徴。携帯からは閲覧できない。

## その他
ウェブサイトでよく使用される表現やイベントなど、代表的なものを取り上げる。

### うれしーのBBSまつり
DVD全集の予約引渡しが解禁される、水曜午前0時（火曜深夜）を中心に行われる。夜通し掲示板に寄せられるメッセージに嬉野Dが目を通し、一日複数回掲示板を更新する。DVD第1弾を発売した2003年当時、嬉野Dは夜間に就業することが多く、掲示板を夜通し更新した事が好評だった。第2弾以降も行う事になる。第14弾以降は、嬉野Dの年齢も考慮してBBSまつりの代わりに、発売前日の22時から発売当日の零時（"討ち入り"解禁時刻）にかけて、嬉野・藤村両DよるUSTREAM中継が行われることがある。

### どうでしょう藩士
水曜どうでしょうファンのことをインターネットで「藩士」と称されることがある。水曜天幕團「蟹頭十郎太」製作中にできた言葉遣いで、現在もサイト内で使用されている。他にも、DVDの予約・受け取りでローソンに出向くことを「討ち入り」、グッズ購入費は「年貢」などと表現する。

### 奥さん
番組の日記は「奥さん」を相手に掲載されている、という設定。藤村Dが有給休暇で一週間休んだ際、嬉野Dが掲示板に寄せられた悩みに答えたことが反響を呼び、その時に主婦が多かったことから「奥さん」という言葉が定着した。藤村Dも遅れて使用した。